# Хенгль, Георг Риттер фон
Георг Риттер фон Хенгль (нем. Georg Ritter von Hengl; 21 октября 1897, Валлерсдорф, Бавария — 19 марта 1952, Зонтхофен, Бавария) — генерал вермахта гитлеровской Германии во время Второй мировой войны (1939—1945), который командовал горным армейским корпусом «Норвегия». Награждён Рыцарским крестом Железного креста.
Во время Первой мировой войны служил в Имперских военно-воздушных силах Германии и в период с июля по октябрь 1918 года сбил в общей сложности 7 самолётов. С 1921 по 1934 год проходил службу в германской полиции, дослужился до звания гауптмана. Георг Риттер фон Хенгль был взят в плен войсками Антигитлеровской коалиции в мае 1945 года и освобождён в 1947 году.

## Биография
Поступил на службу в германскую армию в звании фендрика в возрасте 16 лет и служил в резервном пехотном батальоне Nr. 21 возле Ипра в 1914 году. В следующем году перевели на Восточный фронт Первой мировой войны. В октябре 1915 года его перебросили на юг, в Сербию. Вернулся во Францию в 1916 году, служил под Верденом, а 23 марта был повышен до офицерского звания младшего лейтенанта. Затем его вновь перевели на Восточный фронт. После подачи рапорта о переводе на службу в авиацию, он приступил к обучению на воздушного наблюдателя 23 февраля 1918 года. По окончании обучения был направлен в Королевство Бавария. Пилотом на двухместном разведывательном самолёте был Иоганн Баур. Их экипажу приписывают шесть подтверждённых воздушных побед, начиная с двойной победы над пилотами SPAD 17 июля 1918 года над Кортон-Вуд. Экипаж Хенгля и Баура были сбиты в тылу британцев во время Третьей битвы на Эне, однако их спасли из плена солдаты из Вюртемберга. В октябре 1918 года пара одержала ещё четыре победы, а Хенгль добыл седьмую, когда летал с другим пилотом.
Георг Хенгль по итогам Первой мировой войны, был награждён Железным крестом и Орденом Дома Гогенцоллернов. Королевство Бавария также наградило его Военным орденом Максимилиана Иосифа, что сделало его пожизненным дворянином и добавлением фразы «Риттер фон» к имени. Таким образом, Георг Хенгль стал Георгом Риттером фон Хенглем.
В 1919 году оставил службу в вооружённых силах и поступил в полицию. В 1936 году вновь был призван на военную службу, назначен командиром 99-го батальона горных стрелков и возглавлял это подразделение в первых кампаниях Второй мировой войны.
Большую часть войны провёл на Арктическом фронте в Мурманской области, сражаясь против войск Советского Союза. Затем командовал 137-м полком горных стрелков, получив в августе 1941 года Рыцарский крест Железного креста. С марта 1942 по октябрь 1943 года командовал 2-й горнопехотной дивизией, а затем — горным армейским корпусом «Норвегия» до апреля 1944 года. В феврале 1945 года ему было поручено принять командование 59-й армейским корпусом на Восточном фронте, но эту должность он в итоге не занял. Окончил Вторую мировую войну в звании генерала горных войск.

## Награды
25 августа 1941 года награждён Рыцарским крестом Железного креста в звании оберст-лейтенанта и командира 137-го полка горных стрелков.